# Halton Castle
 For alternative betydninger, se Halton Castle (Northumberland).
Halton Castle er en middelalderfæstning i den tidligere landsby Halton, som nu er en del af byen Runcorn i Cheshire i England. Den ligger på toppen af Halton Hill, der er en sandstensbakke med udsigt over landsbyen. Den er på National Heritage List for England som en Listed building af første grad og er et scheduled ancient monument.
Det var hovedsæde for baronerne af Halton fra 1000-tallet til 1300-tallet, og det overgik derefter til hertugdømmet Lancaster. Det blev belejret under den engelske borgerkrig, hvorefter fæstningen gik i forfald. I 1700-tallet blev der opført et nyt domhus, hvor der tidligere havde stået en portbygning. Borgen er ruin med undtagelse af domshuset, som nu er en pub.